# 기노시타 루네
기노시타 루네(일본어: 木下 瑠音, 1989년 12월 3일 ~ )는 일본의 아나운서이다.

## 학력
- 도쿄 여자대학

## 경력
- NHK 아나운서

## 진행 프로그램
- NHK BS 뉴스